# Ajka
Ajka (ungerskt uttal: [ˈɒjkɒ], tyska: Eikau) är en stad och kommun i distriktet Ajka i provinsen Veszprém i västra Ungern. Den ligger cirka 26,5 kilometer väster om Veszprém. Kommunen har 26 408 invånare (2024), på en yta av 95,04 km².
Under 1800-talet började industrin intressera sig för staden då man hittade brunkol i området. På 1930-talet hittades även bauxit runt staden och världens första fabrik som tillverkade krypton byggdes. I oktober 2010 inträffade en allvarlig olycka då giftigt slam rann ut från en aluminiumfabrik och orsakade att nio människor miste livet.